# Distretto di Mubende
Il distretto di Mubende è un distretto dell'Uganda, situato nella Regione centrale.